# Kabinett Zinn III
Das Kabinett Zinn III bildete vom 29. Januar 1959 bis 31. Januar 1963 die Landesregierung von Hessen. Die Wahl des Ministerpräsidenten erfolgte bereits am 11. Dezember 1958.

## Kabinett
| Amt                                         | Name               | Partei                   | Partei                  | Staatssekretäre                               |
| ------------------------------------------- | ------------------ | ------------------------ | ----------------------- | --------------------------------------------- |
| Ministerpräsident                           | Georg-August Zinn  |                          | SPD                     | Hermann Bach (Chef der Staatskanzlei)         |
| Justiz                                      | Georg-August Zinn  | Erich Rosenthal-Pelldram | SPD                     |                                               |
| Stellvertreter des Ministerpräsidenten      | Heinrich Schneider | SPD                      |                         |                                               |
| Inneres                                     | Heinrich Schneider | SPD                      | Erich Schuster          |                                               |
| Finanzen                                    | Wilhelm Conrad     | SPD                      | Otto Krauß              |                                               |
| Landwirtschaft und Forsten                  | Gustav Hacker      |                          | GB/BHE*                 | Tassilo Tröscher                              |
| Erziehung und Volksbildung                  | Ernst Schütte      |                          | SPD                     | Walter Müller                                 |
| Arbeit, Volkswohlfahrt und Gesundheitswesen | Heinrich Hemsath   | SPD                      | Friedrich Georg Schmidt |                                               |
| Wirtschaft und Verkehr                      | Gotthard Franke    |                          | GB/BHE*                 | Friedrich Wilhelm Reuß (bis 31. Oktober 1962) |

* Die Partei nannte sich seit dem 10. Mai 1961 Gesamtdeutsche Partei (GDP).